# Cold Turkey (sång)
Cold Turkey är en låt skriven av John Lennon, och inspelad av The Plastic Ono Band. Första gången den spelades offentligt var under Live Peace in Toronto 1969. Låten släpptes som en singel i oktober 1969, och var John Lennons andra solosingel ("Give Peace a Chance" var den första). Titeln, cold turkey, torde referera till John Lennons heroinmissbruk och hans försök att sluta utan nedtrappning.